# Paul Schumann
Paul Schumann (* 12. August 1855 in Großenhain; † 24. September 1927 in Dresden) war Kulturreformer, ein maßgeblicher Mitarbeiter der Zeitschrift Der Kunstwart und Mitbegründer des Dürerbundes.

## Leben und Wirken
Paul Schumann hatte die Dreikönigschule in Dresden und die Fürstenschule Grimma besucht und in Leipzig, Tübingen und Dresden Architektur, Klassische Philologie und Kunstgeschichte studiert. In klassischer und in neuerer Philologie legte er Staatsexamen ab. 1884 promovierte er mit einer Arbeit über das Barock und Rokoko. Schumann unternahm ausgedehnte Bildungsreisen nach Italien, Frankreich, Holland und Belgien und wurde später zum Professor ernannt. Er war in erster Ehe mit Elsbeth Doehn, Tochter des deutsch-amerikanischen Schriftstellers Rudolf Doehn, verheiratet. Ihr gemeinsamer Sohn, Wolfgang Schumann, wuchs nach der Scheidung im Hause seines Stiefvaters Ferdinand Avenarius auf.
Schumann gab 1888 seine Tätigkeit als Lehrer und Mitdirektor an der Müller-Gelinekschen Realschule zugunsten der redaktionellen Verantwortung beim Dresdner Anzeiger auf, wo er sich bis 1923 als verantwortlicher Leiter des Feuilletons und Chefredakteur für Kunst und Wissenschaft einen Namen als streitbarer Kunstkritiker machte. Vehement trat er dabei gegen den Literaten Karl May auf, dessen Werke er zur Schund- und Schmutzliteratur zählte. Dagegen gehörten die Maler Arnold Böcklin, Max Klinger und Auguste Rodin zu jenen Künstlern, für die sich Schumann besonders engagierte. Er zählte neben Avenarius und Cornelius Gurlitt zu den Anhängern der Kunsterziehungsbewegung, die sich für die Kunstpflege an Schulen, Universitäten und Museen einsetzte. In der ab 1901 bis 1917 erschienenen Sonntagsbeilage des Dresdner Anzeigers ließ Schumann junge Professoren von der TH Dresden zu Wort kommen. Aus den Einnahmen dieser Zeitung wurde die Stiftung des Justus Friedrich Güntz finanziert.

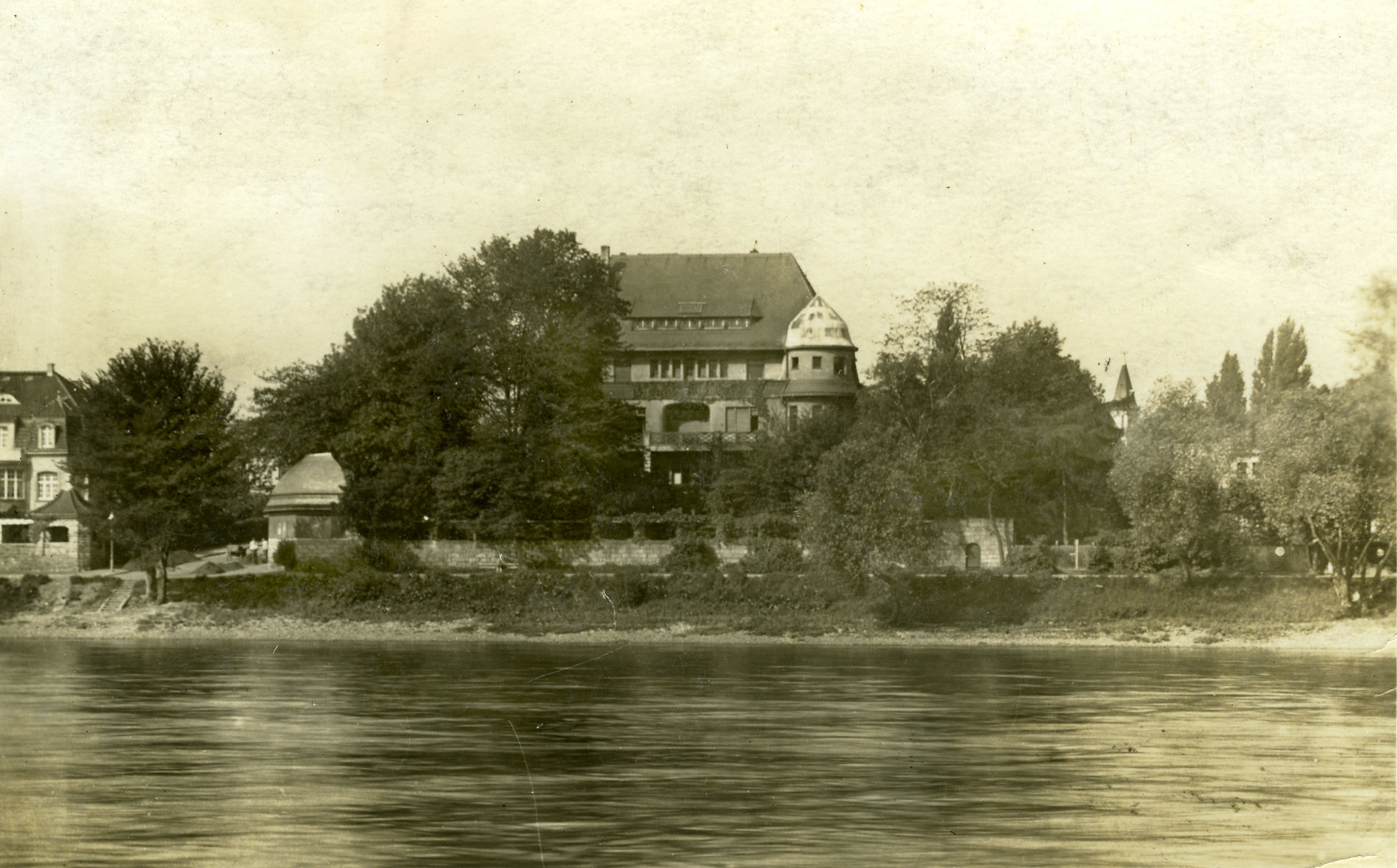
Blasewitz: Das Dürerbundhaus, in dem Schumann jahrelang lebte.

Mit Avenarius arbeitete Schumann ab 1887 in der Redaktion des Kunstwart eng zusammen. 1902 gründeten sie gemeinsam den Dürerbund. Paul Schumann war zunächst 1. Schriftführer und übernahm nach Avenarius’ Tod 1923 nominell den Vorsitz, wobei sein Sohn Wolfgang die intellektuelle Führung innehatte. Außerdem arbeitete er im Goethe-Bund und im Bund Heimatschutz mit und er engagierte sich für die sächsische Volkskunst, den Naturschutz und die Pflege der Deutschen Sprache. Als Mitglied des Deutschen Werkbundes propagierte er die Sachlichkeit in Architektur und Kunstgewerbe.
1919 zählte er zu den Mitbegründern der Dresdner Volkshochschule. Insgesamt war Schumann Mitglied in über 50 Vereinen. In Dresden wirkte er zeitweilig in städtischen Gremien mit, im Kunstausschuss und im Ausschuss zur Förderung des Dresdner Hochschulwesens. Eine Bronzeporträtbüste wurde von der Dresdner Bildhauerin und Zeichnerin Etha Richter geschaffen.

## Schriften

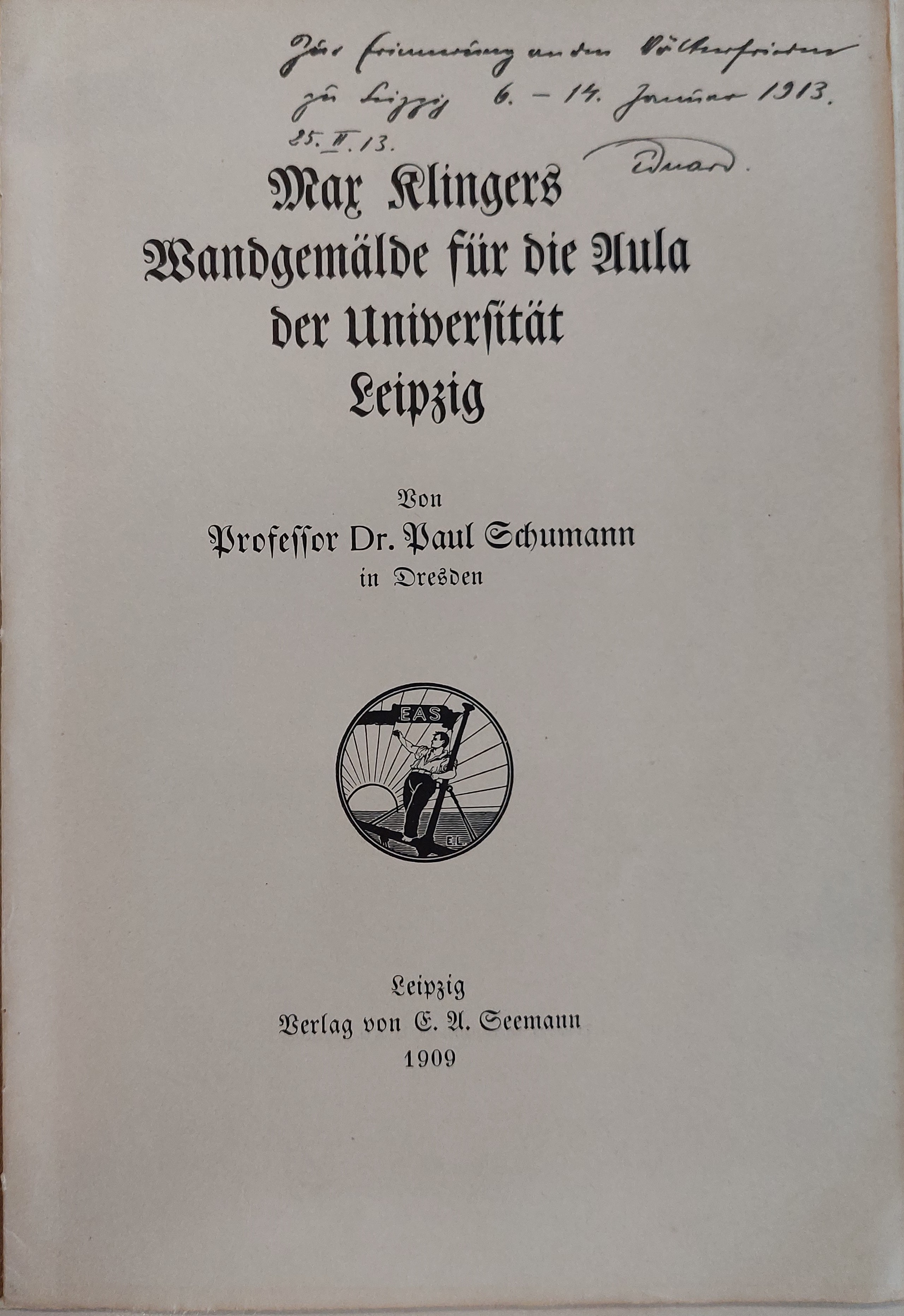
Max Klinger (1909)

- Barock und Rococo: Studien zur Baugeschichte des 18. Jahrhunderts mit besonderem Bezug auf Dresden, Beiträge zur Kunstgeschichte. Seemann, Leipzig 1885.
- Hundert Meister der Gegenwart. 20 Kunstmappen. Mit Texten von Paul Schumann et al. Seemann, Leipzig 1902–1904.
- Landkirchen: Entworfen und ausgeführt von den Architekten Schilling & Graebner. Mit einem Geleitwort von Paul Schumann. Gilber, Leipzig 1903.
- Dresden. Berühmte Kunststätten, Heft 46. Seemann, Leipzig 1909 (Digitalisat der 1. Auflage und der 2. erweiterten Auflage von 1922 im Internet Archive).
- Max Klingers Wandgemälde für die Aula der Universität Leipzig. Seemann, Leipzig 1909.
- Dresdner Kunstgewerbe. Heinrich, Dresden 1911.
- Das Königreich Sachsen in Farbenphotographie. Mitarb.: Paul Benndorf, Georg Beutel et al. Berlin 1916.
- Die deutsche Tagespresse und die Kritik wider Karl Bücher. Dresden 1917.
- Deutschtum und höhere Schulen. Anhang: Sinn und Unsinn im grammatischen Unterricht. Koch, Dresden 1917.
- Die Erzgiesserei Pirner & Franz (Inhaber Oswald Haberland) in Dresden. Dresden: Laubedruck, 1922
- Tante Quantilla, oder die fünf Sinne im grammatischen Unterricht. Unterhaltungen über Satzergliederung und andere grammatische Fragen zwischen mir und meinem Jungen. Anhang: Die Irrlehre vom Hiotus im Deutschen. Selbstverlag, Dresden-Blasewitz; Koch, Dresden 1924.
- Moderne Bronzen. Zweite Ausgabe. Laubedruck, Dresden, 1925